# 봄이 온다
봄이 온다는 2018년 4월 1일과 4월 3일 조선민주주의인민공화국 평양직할시에서 열린 남북합동 콘서트다. 이 공연은 남북관계의 화해 분위기를 가속화하는 촉매제라는 평가를 받기도 한다. 대한민국 측에서는 조용필, 이선희, 윤도현, 백지영, 레드벨벳 등이 참여했으며, 북측에서는 삼지연관현악단과 현송월이 참가했다.

## 참여 가수

### 대한민국
- 조용필
- 이선희
- 백지영
- 윤도현
- YB
- 강산에
- 서현
- 레드벨벳[a]

### 조선민주주의인민공화국
- 삼지연관현악단
- 현송월

## 같이 보기
- 2018년 제1차 남북정상회담
- 남북통일
- 2018년 동계 올림픽 조선민주주의인민공화국 선수단